# 德国军事指挥委员会
德国军事指挥委员会（德語：Militärischer Führungsrat）是德国联邦国防军的最高参谋机构，但是没有军队的指挥权，它隶属于联邦国防部。

## 历史
1955年，西德成立了德国军事指挥委员会，11月22日，第一任德国联邦国防军总监察长阿道夫·霍伊辛格被任命为新设立的军事指挥委员会的主席，军事指挥委员会作为咨询机构，为同样新设的德国国防部的领导提供建议。
1955年12月8日，军事指挥委员会举行了首次会议并正式成立，从那时起承担以下任务：
- 研究未来战争的方式，特别是考虑到在全面战争和战术指挥领域中使用核武器的问题，

- 对各军种的战术指挥条例进行审查与协调。

- 就新成立的西德军队如何用于保卫西欧以及如何纳入北约结构提出建议，对北约军事体系的改革建议进行研究或提出意见。

- 规划部队的组织结构、训练安排以及兵力与物资的准备工作，并与相应的军事部门协调。

- 提出对联邦德国经济和交通系统的需求建议。

- 对未来的参谋部门的军官的培养进行规划，包括对他们的选拔建议、培训流程以及日后任用安排。

德国军事指挥委员会没有军队的指挥权，在和平时期，德国国防部长拥有联邦国防军的最高指挥权，在战争时期，德国总理拥有联邦国防军的最高指挥权。

## 成员
德国军事指挥委员会的成员包括联邦国防军总监察长、联邦国防军副总监察长、陆军监察长、海军监察长、空军监察长、基础军监察长、中央医疗军监察长、网络与信息空间监察长、